# Vlečné vozy Ringhoffer série 1301–1580 (Praha)
Vlečné vozy Ringhoffer série 1301–1580 jsou typ dvounápravového obousměrného tramvajového vlečného vozu se středním vstupem, které byly vyráběny Ringhofferovými závody pro Elektrické podniky hlavního města Prahy. Šlo o poslední dvounápravové vlečné vozy dodané do Prahy.

## Historické pozadí
Po první světové válce byla situace v Praze taková, že rozvoj tramvajové sítě probíhal velmi obtížně a pomalu. Ve 20. letech 20. století tak EP hl. m. Prahy rekonstruovaly starší motorové vozy na vlečné, ovšem i tato přestavba probíhala velmi pomalu kvůli nedostatku finančních prostředků. Až roku 1924 bylo dodáno celkem 50 vlečných vozů vyrobených Ringhofferovými závody; šlo o vozy velmi jednoduché konstrukce s celokovovou karoserií. Další vozy stejného typu byly dodávány až do roku 1930. Celkem jich bylo dodáno 415 kusů a dostaly řadu ev. č. 805–1219. Později se od roku 1930 dodávaly vlečné vozy se středním vstupem, které vycházely v podstatě z tramvají typu Peter Witt a odvozených. Lidově se jim říkalo „krasin“ – tento název získaly podle tehdy populárního sovětského ledoborce Krasin, který v roce 1928 zachránil posádku vzducholodi Italia.

## Konstrukce
Jednalo se o obousměrný dvounápravový vlečný vůz se středním, téměř nízkopodlažním vstupem a dvěma krajními oddíly pro cestující. Konstrukce vozu vycházela z tzv. dvojčitých motorových vozů (č. 3001–3004) a byla celouzavřeného provedení. První vozy měly ještě nýtovaný rám. Vnitřek vozu byl obložen dřevem, lavice uvnitř byly podélné. Celý vnitřní prostor byl řešen jako trojdílný. Dva krajní oddíly byly uzavíratelné posuvnými dveřmi, střední oddíl byl nástupní. Provozní solenoidová brzda byla napájena proudem z motorového vozu, ruční brzda byla vřetenová. „Krasiny“ byly používány v soupravách s jednosměrnými motorovými vozy „ponorka“ (č. 3005–3068) a „mevro“ (č. 3069–3098).

## Dodávky
V letech 1930–1946 bylo vyrobeno celkem 280 vozů tohoto typu.
| Současný stát | Město | Článek | Výrobce    | Roky dodávek | Počet vozů | Evidenční čísla při dodání | Poznámky                                  | Zdroj |
| ------------- | ----- | ------ | ---------- | ------------ | ---------- | -------------------------- | ----------------------------------------- | ----- |
| Česko         | Praha | článek | Ringhoffer | 1930         | 10         | 1301–1310                  |                                           | [ 3 ] |
| Česko         | Praha | článek | Ringhoffer | 1931         | 40         | 1311–1350                  |                                           | [ 3 ] |
| Česko         | Praha | článek | Ringhoffer | 1932         | 40         | 1351–1390                  | vozy 1389 a 1390 elektricky svařovaný rám | [ 3 ] |
| Česko         | Praha | článek | Ringhoffer | 1933         | 30         | 1391–1420                  |                                           | [ 3 ] |
| Česko         | Praha | článek | Ringhoffer | 1937         | 20         | 1421–1440                  |                                           | [ 3 ] |
| Česko         | Praha | článek | Ringhoffer | 1938         | 40         | 1441–1480                  |                                           | [ 3 ] |
| Česko         | Praha | článek | Ringhoffer | 1940         | 40         | 1481–1520                  |                                           | [ 3 ] |
| Česko         | Praha | článek | Ringhoffer | 1942         | 30         | 1521–1550                  |                                           | [ 3 ] |
| Česko         | Praha | článek | Ringhoffer | 1946         | 30         | 1551–1580                  |                                           | [ 3 ] |

## Provoz
Během svého provozu nebyly „krasiny“ nijak zvlášť upravovány. Výjimkou byly tři vozy (č. 1465, 1537 a 1515), které byly v letech 1961 až 1964 zcela přestavěny. Tato rekonstrukce spočívala v jejich zjednosměrnění, odstranění oddílů a ve zřízení dvojice elektricky otvíratelných dveří v pravé bočnici. Bylo též zřízeno stanoviště průvodčího. Uvnitř vozu byly podélné čalouněné lavice. Nově obdržely evidenční čísla 1581, 1582 a 1583 (v tomto pořadí). Tyto vozy byly přednostně určeny za upravené motorové vozy „mevro“, popřípadě „ponorka“, které měly namontovány další dvě kabelové zásuvky. Původní kabel pro napájení solenoidové brzdy zůstal, dále byl doplněn kabel pro elektrické osvětlení (světelná tyč zanikla) a topení. Další kabel byl nízkonapěťový pro ovládání dveří a signalizaci. Vzhledem k vyřazení motorových vozů „ponorka“ a „mevro“ v letech 1966 a 1967 a masivnímu nástupu tramvají Tatra T3 byla rekonstrukce dalších vleků zastavena jako neperspektivní. Vlečné vozy „krasiny“ uzavíraly v květnu 1974 společně s obousměrnými motorovými vozy historii pražských dvounápravových tramvají. Ostatní vlečné a motorové vozy již byly v té době vyřazené.

## Historické vozy
Do současnosti se dochovaly vozy č. 1314, 1523 a 1580, jež jsou umístěny v Muzeu městské hromadné dopravy v Praze. Posledním zachovaným „krasinem“ v pražském Muzeu MHD je přestavěný jednosměrný vůz č. 1583. Dopravní podnik hl. m. Prahy také vlastní vozy č. 1304, 1419, 1522, 1530 a 1562, které využívá na historické lince 41 (dříve 91) či pro objednané a komerční jízdy. Ve sbírce vozidel MHD Technického muzea v Brně se nachází „krasin“ č. 1404.
| Původní provoz | Evidenční číslo | Současný majitel | Rok výroby | Historický od roku | Poznámky                                             | Zdroj        |
| -------------- | --------------- | ---------------- | ---------- | ------------------ | ---------------------------------------------------- | ------------ |
| Praha          | 1304            | DPP              | 1930       | 2018               | 2014–2018 renovace                                   | [ 7 ]        |
| Praha          | 1314            | DPP              | 1931       | ?                  |                                                      | [ 5 ]        |
| Praha          | 1389            | Výtopna Zlíchov  | 1932       | 2017               |                                                      | [ 8 ]        |
| Praha          | 1404            | TMB              | 1933       | 1972               |                                                      | [ 9 ] [ 10 ] |
| Praha          | 1419            | DPP              | 1933       | ?                  |                                                      | [ 5 ] [ 10 ] |
| Praha          | 1522            | DPP              | 1937       | ?                  |                                                      | [ 5 ] [ 10 ] |
| Praha          | 1523            | DPP              | 1942       | 1977               |                                                      | [ 5 ] [ 10 ] |
| Praha          | 1530            | DPP              | 1942       | ?                  |                                                      | [ 5 ] [ 10 ] |
| Praha          | 1562            | DPP              | 1946       | ?                  |                                                      | [ 5 ] [ 10 ] |
| Praha          | 1580            | DPP              | 1946       | 1973               |                                                      | [ 5 ] [ 10 ] |
| Praha          | 1583            | DPP              | 1940       | 1967               | pův. ev. č. 1515, roku 1964 přestavěn na jednosměrný | [ 5 ] [ 10 ] |